# Okręg wyborczy Limehouse
Okręg wyborczy Limehouse powstał w 1885 r. i wysyłał do brytyjskiej Izby Gmin jednego deputowanego. Okręg obejmował dystrykt Limehouse w londyńskim East Endzie. Został zlikwidowany w 1950 r.

## Deputowani do brytyjskiej Izby Gmin z okręgu Limehouse
- 1885–1892: Edward Norris, Partia Konserwatywna
- 1892–1895: John Wallace, Partia Liberalna
- 1895–1906: Harry Samuel, Partia Konserwatywna
- 1906–1922: William Pearce, Partia Liberalna
- 1922–1950: Clement Richard Attlee, Partia Pracy